# Антоніо Ліонетті
Антоніо Ліонетті (італ. Antonio Lionetti, 31 січня 1926, Тринітаполі — 2004) — італійський футболіст, що грав на позиції захисника. По завершенні ігрової кар'єри — тренер.

## Ігрова кар'єра
У дорослому футболі дебютував 1945 року виступами за команду клубу «Тен Де Мастрі», в якій провів один сезон. Після ще одного сезону, проведеного у нижчоліговому «Бішельє», 1947 року став гравцем вищолігової «Сампдорії». В основній команді цього клубу так й не дебютував, натомість сезон 1948/49 відіграв в оренді у команді Серії C «Трапані», після чого на три роки став гравцем «Марсали» з того ж дивізіону.
1952 року приєднався до «Катандзаро», що змагався у четвертому італійському дивізіоні, і у першому ж сезоні допоміг команді здобути підвищення у класі до Серії C. Загалом провів у «Катандзаро» сім сезонів. У сезоні 1958/59, його останньому у цій команді, вона перемогла у своєму дивізіоні і підвищилася у класі до Серії B, проте особистий внесок Ліонетті у цей успіх обмежився однією грою.
Завершував ігрову кар'єру у нижчолігових «Гладіаторі», «Паолані» та «Санджованезе». В останніх двох командах був граючим тренером.

## Кар'єра тренера
Протягом 1960-х і 1970-х років тренував цілу низку команд, які здебільшого представляли італійську Серію D.
1986 року, після певної перерви у тренерській роботі, був запрошений до «Катандзаро», команди, з якою пов'язав значну частину кар'єри гравця. Пропрацював з нею нетривалий час у Серії B, після чого остаточно завершив тренерську кар'єру.